# SMS Bussard
Корабль его величества «Буссард» (нем. SMS Bussard — Канюк) — безбронный крейсер Кайзерлихмарине, построен в 1880-х годах. Головной корабль типа Буссард, в который входят ещё пять кораблей. Киль крейсера был заложен в 1888 году, крейсер был спущен на воду в январе 1890 года и в октябре того же года введён в состав флота. Был предназначен для службы за рубежом. Вооружение крейсера составляла главная батарея из восьми 105-мм орудий. Корабль развивал скорость в 15,5 узлов (28,7 км/ч.)
Большую часть карьеры «Буссард» провёл за рубежом, сначала в составе восточно-азиатской эскадры (в середине 1890-х годов) а затем в Германской восточной Африке (первая декада 20 века). Служба корабля прошла сравнительно мирно, главное событие произошло, когда крейсер базировался в Азии в 1894 году, он помогал в подавлении бунта на Самоа. В 1910 году он вернулся в Германию, где свыше двух лет оставался на службе. В октябре 1912 года был вычеркнут из списков и на следующий год разобран на металл в Гамбурге.

## Описание
Корпус крейсера был длиной в 82,6 м и 12,5 м шириной, осадка в 4,45 м, водоизмещение в 1868 тонн при полной боевой загрузке. Силовая установка состояла из двух горизонтальных трёхцилиндровых паровых машин питаемых от четырёх цилиндрических угольных котлов. Крейсер развивал максимальную скорость в 15,5 узлов (28,7 км/ч) и мог пройти расстояние 2990 км ходом 9 узлов. Экипаж корабля состоял из 9 офицеров и 152 матросов.
Вооружение крейсера составляли восемь 105-мм нескорострельных орудий системы K L/35 на одиночных опорах, общий боезапас составлял 800 выстрелов, прицельная дальность орудий составляла 8200 м («Буссард» был единственным кораблём из серии, вооружённым более старыми орудиями). Два орудия были размещены рядом на носу, два на каждом борту в спонсонах и два на корме. На борту были также пять револьверных орудий и два 350-мм торпедных аппарата с пятью торпедами, установленных на палубе.

## Служба
«Буссард» был заложен на имперской верфи (Kaiserliche Werft) в Данциге по контракту «C» 23 января 1890 года, испытания были проведены быстро. 7 октября 1890 крейсер вошёл в состав имперского флота. В дальнейшем «Буссард» служил на заморских базах Германской империи. В начале карьеры крейсер служил на восточноазиатской базе в составе восточно-азиатской эскадры. В июле 1893 года он и однотипный корабль «Фальке» участвовали в подавлении мятежа поднятого Матаафой Иозефо на Самоа. Они присоединились к старому британскому корвету «Кюрасао» и трём кораблям, обстреливавшим позиции мятежников 7 июля, принудив их к капитуляции. Матаафа был отвезён в столицу Апиа а «Буссард» остался, чтобы убедиться в разоружении сторонников Матаафы.
В 1898 году «Буссард» вернулся в Германию, в марте он вошёл в реку Эльбу. На обратном пути он захватил несколько тропических птиц для берлинского зоопарка. После прибытия парусное вооружение барка было сокращено до парусного вооружения шхуны. Была установлена новая большая ходовая рубка. Работы были закончены в 1900 году и «Буссард» вернулся к службе. Он был отправлен в Китай в ответ на восстание боксёров, разразившееся в начале года. На пути в Китай 6 августа 1900 года произошёл взрыв котла ввиду выдувания прокладки люка. Были убиты три матроса и трое получили серьёзные ранения. По прибытии в Китай, «Буссард» и однотипные корабли «Зееадлер» и «Гейер» приняли участие в штурме крепостей Дагу. В ходе кампании экипаж «Буссарда» не понёс никаких потерь.
В 1901 году «Буссард» был приписан к восточноафриканской базе в Германской восточной Африке вместе с безбронным крейсером «Швальбе». В то время в Африке находились только канонерки Habicht и более старая Wolf; эти два корабля базировались в германской восточной Африке. «Буссард» оставался на восточноафриканской базе и в 1904 году, когда «Швальбе» был замещён однотипным кораблём «Шпербер». В это время (и в течение двух лет) пост штурмана на «Буссарде» занимал будущий политик-пацифист Ганс Паше.
В 1908 году «Шпербер» был переброшен в Германскую западную Африку, его место занял крейсер «Зееадлер». «Буссард» оставался в Африке до 1910 года, после чего во второй и в последний раз вернулся в Германию. Он оставался на службе только краткое время, 25 октября он был исключён из морского регистра и на следующий год разделан на металл в Гамбурге.